# Daniel Fernandes
Daniel Márcio Fernandes (Edmonton, 25 september 1983) is een Portugees-Canadees voetballer die als doelman speelt. Fernandes kwam twee keer uit voor het Portugees voetbalelftal.

## Loopbaan
Fernandes, die een Portugese vader en een Tsjecho-Slowaakse moeder heeft, werd geboren in Canada en begon in Vancouver met voetballen. Op zijn zeventiende kwam hij in de jeugdopleiding van FC Porto. Hierna speelde hij voor Celta de Vigo dat hem ook uitleende aan Jahn Regensburg.
Nadat zijn oude jeugdcoach van de Vancouver Olympics, Dino Anastopulos, hem een stage bij PAOK Saloniki bezorgde, legde de Griekse club hem in 2003 vast. In 2005 werd Fernandes basisspeler en hij speelde in totaal 90 wedstrijden voor de club.
In 2008 werd hij voor ongeveer 1,2 miljoen euro aangetrokken door VfL Bochum. In zijn eerste seizoen was hij basisspeler maar daarna werd hij wisselspeler en werd hij verhuurd aan enkele Griekse clubs. Nadat in 2011 zijn contract afliep, ging hij in Roemenië bij CFR Cluj spelen. Voor Cluj kwam hij slechts tweemaal in actie en na vijf maanden werd zijn contract ontbonden.
In januari 2012 verbond Fernandes zich voor vierenhalf jaar aan FC Twente. In augustus 2012 speelde hij zijn enige officiële wedstrijd voor Twente, in de voorronde van de UEFA Europa League kwam uit hij tegen FK Mladá Boleslav uit Tsjechië. Vanaf 2013 werd hij achtereenvolgens verhuurd aan OFI Kreta en APS Panthrakikos in de Super League Griekenland en San Antonio Scorpions dat uitkomt in de Amerikaanse NASL Die club stopte eind 2015 waarna hij in februari 2016 aansloot bij Rayo OKC dat in 2016 debuteert in de NASL. De club staakte eind 2016 de activiteiten en in januari 2017 ging Fernandes in Noorwegen voor Lillestrøm SK in de Tippeligaen spelen. Medio 2018 keerde hij terug in Portugal bij Farense. Vanaf 2020 speelde hij op Malta.

## Internationaal
Fernandes kwam voor zowel Canadese als Portugese jeugdselecties uit. In 2006 werd hij voor het eerst opgeroepen voor het Portugees voetbalelftal en in 2007 debuteerde hij in een vriendschappelijk duel tegen Koeweit. In 2009 speelde hij zijn tweede wedstrijd en hij maakte deel uit van de selectie voor het wereldkampioenschap voetbal 2010.
1 Eduardo Carvalho ·
2 Alves ·
3 Ferreira ·
4 Rolando ·
5 Duda ·
6 Ricardo Carvalho ·
7 Ronaldo  ·
8 Pedro Mendes ·
9 Liédson ·
10 Danny ·
11 Simão ·
12 Beto ·
13 Miguel ·
14 Veloso ·
15 Pepe ·
16 Meireles ·
17 Amorim ·
18 Almeida ·
19 Tiago Mendes ·
20 Deco ·
21 Ricardo Costa ·
22 Fernandes ·
23 Coentrão ·
Coach: Queiroz